# White Plains, New York
 White Plains je grad u američkoj saveznoj državi New York, u okrugu Westchester.

## Povijest
U vrijeme nizozemski naselja Manhattan početkom 17. stoljeća, područje je bila korištena kao poljoprivredno zemljište Weckquaeskeck plemena, članova Mahican naroda i zvano "Quarropas".

## Demografija
Po popisu stanovništva iz 2000. godine u grad je živjelo 53.077 stanovnika 	
u 20.921 kućanstva s 12.704 obitelji s prebivalištem u gradu, dok je prosječna gustoća naseljenosti 2.091 stan./km2.
Prema rasnoj podjeli u naselju živi najviše bijelaca 64,93%%, afroamerikanaca ima 15,91, indijanaca 0,34%, a azijaca 4,50%.

## Poznate osobe
- Joseph Campbell, američki pisac, znanstvenik i profesor.
- Tupac Shakur (1971-1996) živio u White Plainsu
- Mark Zuckerberg, osnivač Facebooka,
- Jon Voight američki filmski i televizijski glumac, pohađao je Školu Alojzija Stepinaca

## Zanimljivosti
U White Plains djeluje Škola Alojzija Stepinca ( "Archbishop Stepinac High School"). 

## Vanjske poveznice
- Službena stranica grada
- Škola Alojzija Stepinca